# Olena Kravatska
Olena Kravatska, född 22 juni 1992 i Tjernivtsi, är en ukrainsk fäktare som vid OS 2016 och vid OS 2024 ingick i det ukrainska laget som tog silver respektive guld i sabel.